# Cholm (Amudarja)
Der Cholm (auch Darya-i Khulm) ist ein Fluss im zentralen Norden von Afghanistan.
Der Cholm entspringt am Kara-Kotal-Pass im Hindukusch an der Provinzgrenze von Baglan und Samangan. Er fließt anfangs nach Westen, wendet sich dann aber nach Norden. Er durchfließt die komplette Provinz Samangan und passiert deren Hauptstadt Aybak. Später durchschneidet er den Gebirgskamm des Marmalgebirges und erreicht die in der Provinz Balch gelegene Stadt Cholm. Dort bildet er einen Schwemmkegel aus. In früheren Jahren floss der Cholm noch weitere 30 km bis zum Amu-Darja und mündete in diesen. Aufgrund der starken Nutzung des Flusswassers zur Bewässerung versickert der Cholm heutzutage üblicherweise in der Wüste im äußersten Norden Afghanistans.
Der Cholm hat eine Länge von 230 km. Er entwässert ein Areal von 8400 km².

## Hydrometrie
Mittlerer monatlicher Abfluss des Cholm (in m³/s) am Pegel Tangi Tashqurghan, gemessen von 1969–1978